# Nostang
Nostang (tiếng Breton: Lostenk) là một xã ở tỉnh Morbihan trong vùng Bretagne tây bắc Pháp. Xã này có diện tích 15,71 km², dân số năm 1999 là 1088 người. Khu vực này có độ cao từ 0-53 mét trên mực nước biển.
Cư dân của Nostang danh xưng trong tiếng Pháp là Nostangais.